# 3309 Brorfelde
A 3309 Brorfelde (ideiglenes jelöléssel 1982 BH) egy kisbolygó a Naprendszerben. Jensen, K. S. fedezte fel 1982. január 28-án.